# Phacellodomus maculipectus
Phacellodomus maculipectus é uma espécie de ave da família Furnariidae.
Pode ser encontrada nos seguintes países: Argentina e Bolívia.
Os seus habitats naturais são: florestas secas tropicais ou subtropicais e matagal tropical ou subtropical de alta altitude.